# Hashimoto (Familienname)
Hashimoto (jap. 橋本) ist ein japanischer Familienname. Bei einer Erhebung im Jahr 2008 war er in dieser Schreibweise auf Platz 27 der 100 häufigsten Familiennamen in Japan. Eine weniger verbreitete Variante ist 橋下.

## Herkunft und Bedeutung
Hashimoto ist ein Wohnstättenname und geht in der häufigsten Schreibweise auf die Bedeutung der Kanji 橋 (dt. Brücke) und 本 (dt. Ursprung oder Basis) zurück; er bezeichnete also Personen die nahe an einer Brücke wohnten.

## Namensträger
- Ai Hashimoto (* 1996), japanische Schauspielerin
- Atsuko Hashimoto, japanische Jazz-Organistin
- Hashimoto Chikanobu (1838–1912), japanischer Holzschnittkünstler
- Daiki Hashimoto (* 2001), japanischer Kunstturner
- Duke Hashimoto (* 1984), amerikanischer Fußballspieler
- Hashimoto Eihō (1886–1944), japanischer Maler
- Eiya Hashimoto (* 1993), japanischer Radrennfahrer
- Hashimoto Gahō (1835–1908), japanischer Maler
- Gaku Hashimoto (* 1974), japanischer Politiker und Abgeordneter
- Goro Hashimoto (1913–2008), japanisch-brasilianischer Botaniker
- Hakaru Hashimoto (1881–1934), japanischer Chirurg und Pathologe
- Hayato Hashimoto (* 1981), japanischer Fußballspieler
- Hashimoto Heihachi (1897–1935), japanischer Bildhauer
- Hideo Hashimoto (* 1979), japanischer Fußballspieler
- Hirohide Hashimoto (1933–2000), japanischer Maler
- Hirokatsu Hashimoto (* 1985), japanischer Badmintonspieler
- Honoka Hashimoto (* 1998), japanische Tischtennisspielerin
- Ichiko Hashimoto (* 1952), japanische Jazzmusikerin
- Izō Hashimoto (* 1954), japanischer Drehbuchautor und Regisseur
- Hashimoto Kansetsu (1883–1945), japanischer Maler
- Kazuhisa Hashimoto (1958–2020), japanischer Videospiele-Entwickler
- Keigo Hashimoto (* 1998), japanischer Fußballspieler
- Ken’ichi Hashimoto (* 1975), japanischer Fußballspieler
- Hashimoto Kenkichi (1902–1978), japanischer Lyriker, siehe Kitazono Katsue
- Kento Hashimoto (* 1993), japanischer Fußballspieler
- Kento Hashimoto (Fußballspieler, 1999) (* 1999), japanischer Fußballspieler
- Hashimoto Kingorō (1890–1957), Offizier des Kaiserlich Japanischen Heeres
- Hashimoto Kōei (1892–1956), japanischer Maler der Nihonga-Richtung
- Kiyoka Hashimoto (* 1985), japanische Balletttänzerin
- Kōji Hashimoto (Regisseur) (1936–2005), japanischer Filmregisseur und -produzent
- Kōji Hashimoto (* 1956), japanischer Schauspieler, siehe Kōji Yakusho
- Kōji Hashimoto (Fußballspieler) (* 1986), japanischer Fußballspieler
- Hashimoto Kunihiko (1904–1949), japanischer Komponist
- Kyōsuke Hashimoto (* 1998), japanischer Fußballspieler
- Masaru Hashimoto (* 1945), japanischer Politiker, Gouverneur der Präfektur Ibaraki
- Masato Hashimoto (* 1989), japanischer Fußballspieler
- Hashimoto Masujirō (1875–1944), japanischer Maschinenbauingenieur
- Hashimoto Meiji (1904–1991), japanischer Maler
- Michio Hashimoto (* 1977), japanischer Eishockeytorwart
- Naoko Hashimoto (* 1984), japanische Volleyballspielerin
- Hashimoto Okiie (1899–1993), japanischer Holzschnitt-Künstler der Yōga-Richtung
- Osamu Hashimoto (1948–2019), japanischer Schriftsteller
- Riku Hashimoto (Rennfahrer) (* 1992), japanischer Autorennfahrer
- Riku Hashimoto (Radsportler) (* 1997), japanischer Radsportler
- Riku Hashimoto (Fußballspieler) (* 1998), japanischer Fußballspieler
- Rikuto Hashimoto (* 2005), japanischer Fußballspieler
- Ryō Hashimoto (* 1992), japanischer Eishockeyspieler
- Ryōgo Hashimoto (1906–1962), japanischer Politiker und Bildungsminister
- Ryūtarō Hashimoto (1937–2006), japanischer Politiker, Premierminister und Namensgeber der Hashimoto-Faktion
- Hashimoto Sanai (1834–1859), japanischer Arzt und Reformer
- Seiko Hashimoto (* 1964), japanische Sportlerin und Politikerin
- Hashimoto Shinkichi (1882–1945), japanischer Linguist
- Shinobu Hashimoto (1918–2018), japanischer Drehbuchautor
- Hashimoto Shintarō (1892–1945), Konteradmiral der Kaiserlich Japanischen Marine
- Sōichi Hashimoto (* 1991), japanischer Judoka
- Suguru Hashimoto (* 1982), japanischer Fußballspieler
- Takako Hashimoto (1899–1963), japanische Haiku-Dichterin
- Takumi Hashimoto (* 1989), japanischer Fußballspieler
- Takuto Hashimoto (* 1991), japanischer Fußballspieler
- Terumi Hashimoto, japanischer Skispringer
- Tōru Hashimoto (* 1969), japanischer Politiker
- Wataru Hashimoto (* 1986), japanischer Fußballspieler
- Yasuko Hashimoto (* 1975), japanische Langstreckenläuferin
- Yu Hashimoto (* 2002), japanischer Fußballspieler
- Yui Hashimoto (* 1990), japanische Badmintonspielerin
- Yūji Hashimoto (* 1970), japanischer Fußballspieler
- Yuki Hashimoto (* 1989), japanische Judoka
- Yūki Hashimoto (Fußballspieler) (* 1994), japanischer Fußballspieler